# Dauði Baldrs
A Dauði Baldrs a norvég Burzum ötödik nagylemeze. Az előző, főként black metal lemezekhez képest ez egy más stílust képvisel, a felvételek elkészítésére az akkor már börtönben lévő Varg Vikernes egy szintetizátort és egy magnetofont használt, a börtönben nem engedélyeztek számára más hangszert.

## A cím jelentése
A Dauði Baldrs magyar nyelven "Baldr halála"-t jelent. Az egész album Baldrnak, az északi mitológiában Odin második fiának örökségéről szól.

## Zene
Az album zeneileg a középkori, az ambient, a neoklasszikus zene és a minimalizmus keveréke, egészen más, mint az előző Burzum-albumok zenéje, amiket a nyers és torz black metal jellemzett, néha kevés dark ambienttel keverve. Az album néhány dala minimalista, hipnotikus ambient zene (főleg az "Illa tiðandi"), míg más számok népzenei, középkori vonalat követnek. A számok valamelyest ellentétben állnak egymással zeneileg, például a Bálferð Baldrs és az Í Heimr Heljar rendelkezik a legnagyobb középkori-vonallal, az Illa tiðandiban pedig két rész követi mindössze egymást tíz és fél percen keresztül. Ezek a dalok példák is lehetnének a modern programzenére.
A "Dauði Baldrs" című számot 2010-ben újra felvették a Belus albumra, „Belus død” címmel.

## Kiadás
Az albumnak először Baldrs Død lett volna a címe. Néhány korai kiadásban a Burzum logó rosszul lett nyomtatva, csak "Burzu" látszik a borítón. Pár ritka kiadás tartalmaz egy bookletet egy norvég nyelvű szöveggel és hat darab Tarot-kártyával.

## Számlista
Az összes szám szerzője Varg Vikernes. 
| 1.    | Dauði Baldrs      | 8:49  |
| 2.    | Hermoðr á Helferð | 2:41  |
| 3.    | Bálferð Baldrs    | 6:05  |
| 4.    | Í heimr Heljar    | 2:02  |
| 5.    | Illa tiðandi      | 10:29 |
| 6.    | Móti Ragnarokum   | 9:04  |
| 39:10 |                   |       |

## Közreműködők
- Varg Vikernes – szintetizátor, producer

## Fordítás
Ez a szócikk részben vagy egészben  a   Dauði Baldrs című angol Wikipédia-szócikk fordításán alapul.  Az eredeti cikk szerkesztőit annak laptörténete sorolja fel. Ez a jelzés csupán a megfogalmazás eredetét és a szerzői jogokat jelzi, nem szolgál a cikkben szereplő információk forrásmegjelöléseként.